# Pseudochaeta argentifrons
Pseudochaeta argentifrons är en tvåvingeart som beskrevs av Daniel William Coquillett 1895. Pseudochaeta argentifrons ingår i släktet Pseudochaeta och familjen parasitflugor. Inga underarter finns listade i Catalogue of Life.